# وکیل مدافع شیطان (فیلم ۱۹۷۷)
وکیل مدافع شیطان (انگلیسی: The Devil's Advocate) یک فیلم به کارگردانی گای گرین است که در سال ۱۹۷۷ منتشر شد.

## بازیگران
- جان میلز
- پائولا پیتاگورا
- استفان اودران
- جیسون میلر
- دنیل ماسی
- تیموتی وست
- پاتریک موئر